# Otterthal
Otterthal è un comune austriaco di 605 abitanti nel distretto di Neunkirchen, in Bassa Austria. Il 1º gennaio 1971 inglobò i comuni soppressi di Raach am Hochgebirge e Trattenbach, che tornarono autonomi il 1º gennaio 1985.